# ویلیس اچ. اوبرایان
ویلیس اچ. اوبرایان (انگلیسی: Willis H. O'Brien؛ ۲ مارس ۱۸۸۶ – ۸ نوامبر ۱۹۶۲) یک کارگردان اهل ایالات متحده آمریکا بود.